# Динавари
Абу́-ль-Ка́сим Абдулла́х ибн Абдуррахма́н (перс. ابوالقاسم عبد الله ابن عبدالرحمن‎), более известный под псевдонимом Динавари́ (перс. دینوری‎) — среднеазиатский поэт, живший в X веке, в Государстве Саманидов. Писал на персидском и арабском языках.
Нет точных данных о дате и месте рождения Динавари. Согласно Национальной энциклопедии Узбекистана, умер в Бухаре в 1000 году. По словам его сына Абу Мансура Ахмада, которого цитирует ас-Саалиби, Динавари был потомком Аббаса ибн Абд аль-Мутталиба — дяди исламского пророка Мухаммеда. Ас-Саалиби уделил ему шесть страниц в своём «Йатимат ад-дахр». В них содержатся весьма скудные биографические данные о поэте и много цитат из его произведений.
Динавари сочинял стихи в жанрах касыда, васф и хаджвия. В основном сочинял стихи о нравственности и благородности, а в жанре хаджвия высмеивал жадность и скупость. В его стихах встречаются напоминания о себе, где он сетует на нищенство и на непонимание окружающих.